# Set This House on Fire
Set This House on Fire ist ein erstmals 1960 erschienener Roman des amerikanischen Schriftstellers William Styron. Die deutsche Erstausgabe wurde 1961 unter dem Titel Und legte Feuer an dies Haus in der Übersetzung von Günther Danehl veröffentlicht.
In diesem Roman Styrons geht es um die Auseinandersetzung des Protagonisten und Erzählers Peter Leverett mit einer apokalyptischen Situation des Lebens in der modernen Welt. Der Titel, der einem Brief John Donnes entnommen ist, dessen Formulierung selber wiederum auf die Bibel zurückgeht, deutet darauf, dass die in dem Roman dargestellten gewaltsamen Ereignisse von vornherein in eine religiöse Perspektive gestellt wird. Gott versucht, wie der Titel besagt, sich den Hauptfiguren des Romans zu offenbaren, indem er sie den Schrecken und Grausamkeiten des Lebens ohne die schützende Erfahrung seiner göttlichen Nähe aussetzt.

## Inhalt
Das Geschehen beginnt mit einem Besuch des Erzählers Peter Leverett bei seinem ehemaligen Schulfreund Mason Flagg, der kurz nach dem Ende des Zweiten Weltkrieges nach Sambuco, einer kleineren Stadt in der Nähe Salernos, gezogen ist, um hier ein Theaterstück zu Ende zu schreiben, das er vor längerer Zeit begonnen hatte. Auf der Fahrt nach Sambuco hat Peter einen Zusammenstoß mit einem italienischen Motorradfahrer, der bewusstlos ins Krankenhaus eingeliefert wird. Als Peter schließlich mit seinem stark beschädigten Wagen Masons Wohnsitz in Sambuco erreicht, werden Sambuco wie auch Masons Anwesen von einer amerikanischen Filmgesellschaft belagert, die dort gerade letzte Dreharbeiten fertigstellt.
In Masons Haus beobachtet der Erzähler noch an demselben Abend merkwürdige Ereignisse. Sein Freund Mason verfolgt im Morgenrock das fliehende Dienstmädchen Francesca und versucht es einzufangen. Peter erlebt außerdem mit, wie der betrunkene Cass Kinsolving, ein amerikanischer Maler, der von Mason völlig abhängig ist, die Gesellschaft in für ihn äußerst demütigender Weise unterhalten muss. Peter versucht Cass zu helfen und begleitet ihn zu einer armseligen Hütte. Vorübergehend nüchtern bringt Cass dem Vater Francescas Medizin, die er zuvor von Mason entwendet hatte.
Am nächsten Morgen erfährt der Erzähler, dass Francesca vergewaltigt wurde und Mason zerschmettert am Fuß eines steilen Felsen aufgefunden wurde. In der offiziellen Version der Ereignisse, die für den Erzähler aber unbefriedigend bleibt, heißt es, Mason habe die Frau vergewaltigt und sie anschließend umgebracht; danach habe er sich selber von dem Felsen gestürzt. Peter Leverett kehrt daraufhin erschüttert und verwirrt nach Amerika zurück.
In einem späteren Gespräch mit Cass nach der Rückkehr in die Vereinigten Staaten gesteht dieser Peter, dass er Mason erschlagen und von dem Felsen gestürzt habe, um Francesca und sich selber zu rächen. Nach dieser Tat habe er allerdings erfahren, dass Mason zwar Francesca vergewaltigt, sie aber nicht getötet habe. Francesca sei auf ihrer Flucht vor Mason dem Dorfidioten Saverio begegnet. Dieser habe sie erschlagen, als sie auf eine harmlose Berührung seinerseits hysterisch reagiert habe.

## Interpretationsansatz
Ihre eigentliche Bedeutung erhalten die äußerst melodramatischen Ereignisse in Italien erst, als Peter Leverett und Cass nach längerer Zeit im Rückblick versuchen, das vergangene Geschehen zu erhellen. Dabei bildet das Bemühen des Erzählers um eine Enthüllung den äußeren Rahmen für die nachträgliche Aufklärung der Vorfälle in Sambuco. Bis zu jenem Zeitpunkt sah Peter sich als durchschnittlichen Bürger ohne besondere Ambitionen; die damaligen Ereignisse haben ihn jedoch nachhaltig deprimiert und in Unruhe versetzt, da er sich mitverantwortlich für den Tod Masons fühlte, auch ohne diesen unmittelbar verursacht zu haben: „I still felt low over what had happened in that Italian town … though I was in no way the cause of Mason‘s death, I might have been in a position to prevent it.“ (S. 6).
Dennoch stellt sich später heraus, dass er nicht in der Lage gewesen wäre, Masons Tod zu verhindern; ohne zu durchschauen, was sich vor seinen Augen abspielte, hätte er seinerzeit nicht anders handeln können, als er es tat. Im Nachhinein nimmt das Geschehen für ihn eine bestimmte Bedeutung an, als er Jahre nach den Ereignissen in Italien und seiner Rückkehr in die USA den Namen Kinsolvings unter einer Karikatur sieht und beschließt, den Maler aufzusuchen, um mit seiner Hilfe die Ereignisse und Hintergründe zu klären.
Auf dem Weg zu dem Maler besucht der Erzähler zuvor seinen Vater, für den das Leben „a search for justice“ (dt. „eine Suche nach Gerechtigkeit“, S. 13) ist. Seinen Weg zu Kinsolving bezeichnet der Erzähler als „lonely seeking“ (dt. „einsames Suchen“, S. 13). Ähnlich wie der Vater von Robert Penn Warren in Brother to Dragons (1953) sieht auch Peters Vater den in der amerikanischen Unabhängigkeitserklärung verkörperten Traum, mit dem die Vereinigten Staaten in ihre Geschichte eingetreten sind, als ursprünglich gerechtfertigt an: „Except maybe for the nigro [sic], the common man found freedom in a way he never knew or dreamed of - freedom, and a full belly, and the right to pursue his own way of happiness, I guess it was the largest and noblest dream ever dreamed by man“ (S. 15). Durch den Raubbau an dem Land und durch die Sklavenhaltung habe dieser Traum aber seine Berechtigung verloren. Die Menschen in den Vereinigten Staaten seien der Erfüllung ihrer Träume nicht gewachsen gewesen und nicht reifer geworden, sondern eine Nation von Kindern geblieben („a nation of children“. S. 14), da sie nicht eingesehen hätten, dass der „Schwarze“ seinen gerechten Lohn erhalten müsse („his just payment“, S. 14).
Während einer gemeinsamen Autofahrt des Erzählers mit seinem Vater bedauert Peters Vater diese Lage der amerikanischen Nation; das allmähliche Zusammenbrechen des Fahrzeugs auf ebendieser Fahrt wird dabei gleichsam symbolisch zum bildhaften Ausdruck für das Scheitern der ganzen Nation.
Während ihrer Fahrt erreichen die beiden einen Küstenort, an dem Peter als Kind beinahe ertrunken wäre; aufgrund seiner Rettung hatte Peter damals das Leben neu zu schätzen gelernt. Die Erinnerung an diese frühen Kindheitserlebnisse vermittelt dem Erzähler, der sich nun aller illusionären, unschuldigen Sicherheit seiner Kindheit beraubt fühlt („shorn of all illusions and innocence“. S. 19), ein neues Identitätsgefühl; ähnlich wie sein Vater sieht er sich in gewisser Weise ebenfalls auf der Suche nach Gerechtigkeit.
In dem Gespräch mit Cass Kinsolving kann sich Peter schließlich von dem Schatten befreien, der seit dem Geschehen in Sambuco auf ihm lastete. Ihm wird die Rolle bewusst, die Mason in seinem Leben spielte. Seit ihrer ersten Begegnung auf einer Pre-School (vergleichbar einem deutschen Kindergarten) hatte Mason ihm mit seinem Reichtum und seinem selbstsicheren Verhalten imponiert. Diese Faszination, die für den Erzähler von Mason ausging, blieb sogar erhalten, als dieser wegen eines sexuellen Vergehens an einer Minderjährigen der Schule verwiesen wurde. Obwohl er die Perversion seines Freundes erkannte, war Peter immer wieder bereit, ihm zu verzeihen.
Mason ist, ähnlich wie viele der Figuren in den Romanen F. Scott Fitzgeralds, einer der „rich boys“, die in ihrem Reichtum glauben, sich die Erfüllung im Leben einfach kaufen zu können, und in keiner Weise bereit sind, irgendwelche Verantwortungen des Erwachsenseins zu übernehmen. Der Erzähler ist sich jedoch auch der seelischen Notlage bewusst, in der Mason sich damit befindet: Man begegnet ihm zwar freundlich, weil er reich ist; er hat jedoch keine wirklichen Freunde und ist vereinsamt. Sein Verhalten ist geprägt durch „recompense and hire, laden with the anguish of friendliness“ (S. 173).
Trotz seines guten Aussehens gelingt es ihm nicht, ein normales Verhältnis zum anderen Geschlecht zu entwickeln; seine zunehmende Perversion findet ihren Ausdruck vor allem in seiner obsessiven Leidenschaft für Gruppensex und Pornografie, in der sich zugleich der Versuch spiegelt, seine Unreife und Einsamkeit zu kompensieren. In Peter, der ihm seine Lügen abnimmt, findet er jemanden, in dem er sich selbst bestätigt sehen kann; Cass braucht er ebenfalls, um Selbstbestätigung in seiner Rolle als Gönner und gleichzeitig in seiner Macht über Cass gewinnen zu können.
Cass verneint in dem Gespräch mit Peter dessen Frage, ob Mason „böse“ gewesen sei. Bevor Cass Mason erschlagen habe, habe er in dessen „gequältes, bleiches, weiches und jungenhaftes Gesicht“ geblickt, das keinesfalls „das Gesicht eines Mörders“ gewesen sei („the pale face, which was so soft and boyish, and in death and in life so tormented, ... not the face of a killer“, S. 465). Er könne sich die Qual und Not Masons in dessen Vereinsamung durchaus vorstellen, die schließlich ihr Ventil in der Gewalttätigkeit gefunden habe („a starvation with no chance of fulfillment, which must fever and shake and torment a man until he can only find release in violence“. S. 442). So begreift Cass dementsprechend Masons Vergewaltigung von Francesca als eine Vergewaltigung seiner selbst (S. 443); dabei wird die Gestalt Mason Flaggs zugleich zu einem Symbol für die amerikanische Gesellschaft insgesamt, die glaubt, „sich in ihrem Wohlstand Freundschaft erkaufen zu können“, auf diese Weise jedoch „die Brücke zum anderen … nicht schlagen“ kann. Der Versuch, der sozialen Isolation zu entkommen, endet dann in einem Akt der Gewalt.
Das Gespräch mit Cass Kinsolving lässt den Erzähler darüber hinaus die Gefahr erkennen, in die er sich durch seine unreife Beziehung zu Mason begeben hatte. Nach der Klärung in dem Gespräch mit Kinsolving, die auch in dessen Namen („solving“) fast symbolisch angedeutet wird, ist Peter in der Lage, sich aus dieser Gefahr zu befreien. Er „erlangt seine Reife, indem er Masons Verhalten nicht ausschließlich als böse einzuschätzen lernt“, sondern als „Unreife, die das Leiden nicht zu akzeptieren bereit ist und glaubt, sich von ihm loskaufen zu können.“
Der Erzähler gewinnt durch diese Einsicht sein psychisches Gleichgewicht wieder, das er durch die Erlebnisse in Sambuco verloren hatte. Anders als Peter kann Cass dagegen die Schatten der Vergangenheit nicht ohne Weiteres abschütteln. Noch in seiner Jugend hatte er einem Verkäufer geholfen, Geld für ein nicht bezahltes Radiogerät von einem farbigen Landarbeiter einzutreiben. Als der Schuldner nicht aufzufinden war und das Radiogerät sich als beschädigt herausstellte, begann der Verkäufer, das gesamte Inventar der armseligen Hütte in sinnloser Weise zu zerstören. Seitdem bedrückt Cass, der sich von diesem Zerstörungsfieber anstecken ließ, das Unrecht, an dem er gegenüber dem Farbigen beteiligt war. Ihm ist bewusst, dass er sein unrechtes Verhalten nicht wiedergutmachen kann, und er leidet an seiner Erinnerung, die für ihn eine ständige Buße bedeutet.
Diese Schuld dem Farbigen gegenüber steht allerdings nur paradigmatisch für seine Schuld im Allgemeinen; er sieht nicht allein sich, sondern die Welt im Ganzen dem Bösen verfallen. Die Frage, die ihm dabei stellt, ist, ob das Böse eine reale Bedrohung oder aber nur ein bloßes „Hirngespenst“ ist („a figment of the mind“. S. 128) und wo die Schuld liegt. In Süditalien sieht er das Unrecht, das die verarmte Landbevölkerung dort erleidet; ebenso sieht er das Unrecht, das Mason begeht. Darüber hinaus erkennt er die Verstrickungen, aus denen der Einzelne sich nicht lösen kann und in denen sich das Böse manifestiert. Auf diese Weise ist die Existenz für ihn und die Welt zu einem Leiden geworden, aus dem sogar Gott die Menschen nicht mehr erlösen kann („even He [Gott] in His mighty belated compassion could not deliver His creatures from their living pain“, S. 358).
Verstärkt durch ein Kriegserlebnis, aufgrund dessen Cass sich in psychotherapeutische Behandlung begeben musste, an das er sich selber jedoch nicht mehr genau erinnern kann, lebt er sein Leben seitdem in dem Versuch, diesem Leiden zu entkommen. Nur im Zustand der Trunkenheit glaubt er Erlösung zu finden, um sich jedoch in nüchternen Zustand sodann erneut getäuscht zu sehen. Dieses Bemühen, dem Leid zu entrinnen, lähmt ebenso seine Kraft als Maler. Wie Cass erkennen muss, steht sein Ich seiner Seele im Wege, zu Gott zu finden (vgl. S. 254), indem es sich sperrt, die Schuld und das Leiden auf sich zu nehmen (vgl. S. 271 f.). Er sehnt sich zurück in die Unschuld seiner Kindheit oder denkt daran, sich und seine Familie umzubringen. Paradoxerweise gelingt ihm die Befreiung aus der Abhängigkeit zu Mason nur durch Selbstaufgabe und äußerste Selbsterniedrigung; allein durch selbstlose Nächstenhilfe kann er sich von Mason und darüber hinaus den materiellen Gütern dieser Welt befreien.
Erst an diesem Punkt kann er sich auch aus seiner Illusion lösen, dem Leiden in dieser Welt durch Alkoholgenuss entkommen zu können.
Als Cass Mason ermordet, glaubt er noch, durch Mason in seinem Selbstbewusstsein aufs Äußerste verletzt zu werden; nach der Tat will er seinem Leben ein Ende setzen und, nachdem er daran gehindert wird, sich der Polizei stellen. Auch dieses Vorhaben wird vereitelt; danach verbringt Cass sein Leben zunächst einsam in einer Art von innerem Gefängnis („We are serving our sentences in solitary confinement“. S. 497), bis er einen Weg der Gerechtigkeit von Luigi, gleichsam einem italienischen Philosophen in Gestalt eines Polizisten, gezeigt bekommt: In seinem Leiden würde Cass sich nur weiter selbst gefallen; er habe aber die Möglichkeit, sich nicht seiner Schuld, sondern stattdessen dem Guten in sich zuzuwenden (vgl. S. 499).
Den Mord an Mason, in dem er seinen eigenen Worten zufolge die Richterrolle Gottes spielte und Mason die Möglichkeit nahm, eventuell doch noch ein besserer Mensch zu werden (vgl. S. 446), kann er damit zwar nicht rechtfertigen oder ungeschehen machen; so verneint er am Ende seines Berichts, dass sein Weg als ein Leiden betrachtet werden könne, das schließlich die Gnade möglich mache; dennoch entscheidet er sich in der Wahl zwischen „being and nothingness“ (dt. „dem Sein und dem Nichts“, S. 500 f.) für die Rückkehr zu seiner Familie und einen Neuanfang in Amerika. Ein derartiger Neubeginn besteht allerdings bei Cass ebenso wie bei Peter eher „als ein sich Abfinden mit der apokalyptischen Situation des Lebens in der modernen Welt.“

## Wirkungsgeschichte
Der Wunsch Cass Kinsolvings nach einem Neubeginn in Amerika wird metaphorisch mit dem Bild der über Amerika aufgehenden Sonne gezeichnet („I kept thinking of the new sun coming up over the coast of Virginia and the Carolinas, and how it must have looked from those galleons, centuries ago, when after black night, dawn broke like a trumpet blast, and there ist was, immense and green and glistening against the crashing seas. And suddenly I wanted more than anything in my life to go back there.“. S. 500).
Dieses Bild wird in der amerikanischen Literatur seit Hawthornes The Marble Faun (1860, dt. Der Marmorfaun) immer wieder als Ausdruck der Hoffnung verwendet, beispielsweise in Stephen Cranes The Red Badge of Courage (1895) oder auch F. Scott Fitzgeralds The Great Gatsby (1925).

## Ausgaben
- Set This House on Fire. Random House, New York 1960.
  - Neuausgabe: Vintage, London 2001.
- Und legte Feuer an dies Haus. Aus dem Amerikanischen von Günther Danehl. S. Fischer Verlag, Frankfurt am Main 1961.
  - Neuausgabe: Droemer Knaur Verlag, München / Zürich 1982, ISBN 3-426-00832-7.

## Sekundärliteratur
- Jeffrey Berman: Surviving Literary Suicide. University of Massachusetts Press 1999, ISBN 1-55849-211-9, S. 230–233.
- Franz Link: Set This House on Fire, 1960. In: Franz Link: Amerikanische Erzähler seit 1950 · Themen · Inhalte · Formen. Schöningh, Paderborn 1993, ISBN 3-506-70822-8, S. 47–51.